# Marché couvert de Falaise
Le marché couvert de Falaise est un édifice public destiné à abriter un marché de Falaise, dans le département du Calvados, en région Normandie. Inauguré en 1953, son architecture en fait un des éléments-clés du patrimoine architectural urbain de la ville. C'est à ce titre qu'il a été inscrit en 2010 sur la Liste des monuments historiques.

## Localisation
L'édifice est situé 22 bis rue de l'Amiral-Courbet et 11 place Belle-Croix.

## Histoire
L'ancienne halle est détruite lors des bombardements de la Bataille de Normandie qui détruisent 2/3 de la ville.
Les façades et les toitures sont inscrits au titre des Monuments historiques depuis le 16 août 2010.

## Architecture
Simone Boutarel réalise des bas-reliefs pour la halle.
L'édifice est très original, c'est une « œuvre architecturale originale et moderne qui contraste avec les édifices classiques qui ont émergé dans le cadre de la Reconstruction de la ville ».